# 強烈熱帶氣旋崔西
強烈熱帶氣旋特雷西（英語：Severe Tropical Cyclone Tracy）為南半球的一個熱帶氣旋，曾在1974年12月25日至26日間吹襲澳洲北領地达尔文港。它在阿拉弗拉海中生成，其後向南移動，最後挾著萨菲尔-辛普森飓风等级3級的風力登陸澳洲北部。有資料顯示，當時特雷西的持續風速實際上已達到5級水平，但不為官方所確認。此外，它也曾是有記錄以來世界上規模最小的熱帶氣旋，然而這個紀錄被2008年10月位於大西洋的熱帶風暴馬可打破。
雖然此熱帶氣旋面積很小，但威力異常驚人。這個風暴使71人喪生，經濟損失更達數百萬美元。它摧毀了達爾文市內近七成的房屋及交通基建，約20,000人無家可歸，30,000人需要疏散。大部分的人都撤離至阿得雷德、懷阿拉、愛麗斯泉及悉尼等地。達爾文經過這個風暴的吹襲後，幾乎完全崩潰，成為澳洲有記載以來最慘重的一場風災。

## 風暴歷史
1974年12月20日，美國的ESSA-8地球觀察衛星記錄到達爾文東北370公里外的阿拉弗拉海有一股大型雲團正在集結。而這個熱帶擾動開始被達爾文氣象局所監察。12月21日，ESSA-8發出了一張衛星照片，在照片上清楚可見在南緯8°，東經135°的位置出現一個對流中心。此時達爾文氣象局開始啟動熱帶氣旋警報，預警著它將會進一步增強為一熱帶氣旋。
同日傍晚，達爾文氣象局收到了由美国国家海洋和大气管理局自NOAA-4衛星發出的紅外線衛星雲圖。該圖顯示出該低壓開始有所發展，亦可以看出其螺旋雲帶的結構。下午十時，這個熱帶擾動被正式升格為一熱帶氣旋，此時它已經集結在頓角東北偏北200公里左右。在此後的幾天裡，它一直採取向西南的移動路徑。22日，它掠過了達爾文以北的海域。當日，澳大利亚广播公司作出廣播，指出翠西並不會對達爾文作出即時的威脅。可是在12月24日上午，翠西繞過巴瑟斯特島的西端，此時開始轉向偏東南的移動方向，直指達爾文。
同日下午，達爾文上空開始多雲，不久出現豪雨。此時，在達爾文錄得強風程度的陣風。晚上十時，當地的情況開始變得更惡劣。居民開始意識到，特雷西將會正面吹襲達爾文，並不如預期的掠過。雖然特雷西的環流十分之細小——當時世界上有記錄而來的最小，但卻造成極大的破壞。12月25日午夜，特雷西的風眼經過北部郊區的機場。達爾文機場的風速儀在此時錄得陣風217公里/小時，而一些民間記錄更指當時達爾文的風速達到300公里/小時。黎明時分，暴風及豪雨緊隨而來，達爾文及附近地區大受破壞。12月25日以後，特雷西進入內陸逐漸消散。

## 影響

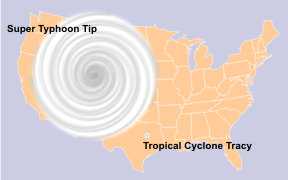
世上最巨型的熱帶氣旋－颱風泰培與曾是世上最小的熱帶氣旋翠西比較大小。

特雷西在吹襲達爾文期間，總共導致了71人喪生。當中49人在陸上罹難，而22人則在海上遇險。特雷西更摧毀了達爾文城內大部分的建築物，這使得達爾文花了幾年的時間來進行重建，而「特雷西」這一名字，更令當地居民惶恐不已。所以，在達爾文城內，有一座相關專題的紀念館。而造成如此重大的傷亡，是因為當時一些因素的影響，導致風暴消息的廣播受到延遲。在12月25日的中午時分，很多人也意識不到特雷西的吹襲，仍然如常的活動，在預防措施的不足下，很多人因此而傷亡。
當時正在外訪雪城的澳洲總理高夫·惠特蘭聽聞風災後，立刻趕回澳洲視察災情。而澳洲政府更調動了澳洲國防軍及澳洲皇家空軍來協助救災，並安排當地居民撤離災場。由於當地的道路網已經嚴重受損，所以澳洲皇家空軍派出飛機接載當地居民離開。直至數年後，部分居民才得以歸家，一部分居民被迫留在中南部地區生活，至今亦未能回到達爾文。

### 醫療衛生及公共事務危機
當風暴過去以後，達爾文就面臨幾樣非常迫切的醫療衛生問題。在聖誕節當日，就已經有112人需要送院治理，另外更有數百人在醫院中留醫，造成醫院擠塞。而當地醫院的手術仍需進行，但由於流量過大，人手不足，所以醫院在該日稍晚的時候從坎培拉調來外科醫療小組來加強人手，而一些傷患也被政府利用飛機載往其他地方進行醫治，以紓緩手術室迫切的情況。而在特雷西吹襲後的一段時間內，達爾文城內就出現缺水、缺電的情況，再加上基本衛生設施被毀，造了當地疾病橫行的情況。另外，三萬人因為風暴的襲擊而無家可歸，而他們更需要入住一些庇護所，以應付緊急的生活。而在澳洲各地，發起了志願救援人員的募集，他們配合軍隊的行動，協助消除當地傳染病的蔓延。
此外，由於風暴破壞了達爾文的電台天線，導致它無法對外進行訊息收發。當地的業餘電台技工博·霍珀，就使用自己的電台來嘗試對外收發訊息．以幫助恢復達爾文對外的聯絡。結果，他成功恢復達爾文對珀斯、墨爾本及湯斯維爾的通訊。五天後，達爾文對外通訊才逐漸恢復，在這段時間，市內因為通訊中斷而造成一片混亂。而澳洲聯邦住宅及建設部開始派員到達爾文清理瓦礫，以及提供抽水機清除當地的積水。經過多方面努力後，在1975年初，達爾文恢復了大部分的基建，但一些破壞則需要更長時間處理。

### 撤離及公眾的回應
澳洲天災組織局局長愛倫·斯特萊頓少將以及北領地的長官萊斯·帕德森在12月25日傍晚來到達爾文指揮救災工作及評估災情。他們不久後就與北領地的有關部門進行會議，評估情況後，他們一致決定把達爾文的居民撤出。大約10,000人需要撤離。為此，政府派出了軍用運輸機協助當地居民撤離。而一些志願團體如救世軍和紅十字會則負責安排這些難民的暫時容身之所。當撤離行動完成後，達爾文市內只剩下10,638人。這些人大多留下負責幫助重建工作，而一部分被遣送到其他地方的難民，也義務的回來達爾文協助重建。
此外，當達爾文受到風暴吹襲的新聞向澳洲各地發佈後，不少民間人士及團體開始發起募捐及志願救災工作，當中以凱瑟琳、滕南特克里克及愛麗斯斯普林斯最為踴躍。而人們也在公路旁設置補給站，援助在路上逃難的難民。

## 結果

### 重建
在特雷西吹襲後的翌年二月，澳洲總理高夫·惠特蘭組織了「達爾文重建工作委員會」（Darwin Reconstruction Commission），以跟進達爾文的災後重建工作。經過磋商後，他們決定另擇地方再重建達爾文，而放棄本來的地點，可是政府卻堅持要在原地重建。同年9月，他們開始住宅的重建。直至1978年，已經大致恢復風暴吹襲前六成的建築。

### 大眾文化
經歷過特雷西的吹襲後，不少澳洲人對它的印象都十分深刻。不止是有關它的事跡被拍成劇集，更有不少歌曲有關特雷西的吹襲，如澳洲一支重金屬樂隊便稱為「氣旋特雷西」（Cyclone Tracy），意念即取材於此。

## 紀錄
特雷西的吹襲，曾創下了兩個紀錄：
- 世界有記錄以來規模最小的熱帶氣旋，這個紀錄直到2008年10月被位於大西洋的熱帶風暴馬可打破；
- 澳洲有記錄以來造成最嚴重風災的熱帶氣旋。

### 網頁
- 澳洲國家檔案館網頁

## 外部連結
- 北領地國家圖書館有關強烈熱帶氣旋特雷西的資料
- 特雷西的詳細資料